# Estadio de Guido y Sarmiento
El Estadio Quilmes, conocido popularmente como Guido y Sarmiento, fue un recinto deportivo propiedad del club homónimo, ubicado en la ciudad bonaerense de Quilmes, Argentina. Se situaba en la intersección de las calles Guido y Sarmiento, en el partido de Quilmes. Actualmente, allí se emplaza un complejo de departamentos,
Fue inaugurado el 14 de junio de 1900 en un partido entre Quilmes y Buenos Aires English High School, el cual terminó en victoria de la visita por 4 a 0. No tenía nombre propio, por lo cual se utilizaban a sus calles lindantes para evitar redundancias con el nombre del club. Albergó partidos de críquet durante sus primeros años.
Fue cerrado el 13 de diciembre de 1995 luego de un partido entre los juveniles de Quilmes y Boca Juniors. El club se mudó a la avenida Vicente López, donde construyó el estadio Centenario-Ciudad de Quilmes.

## Historia

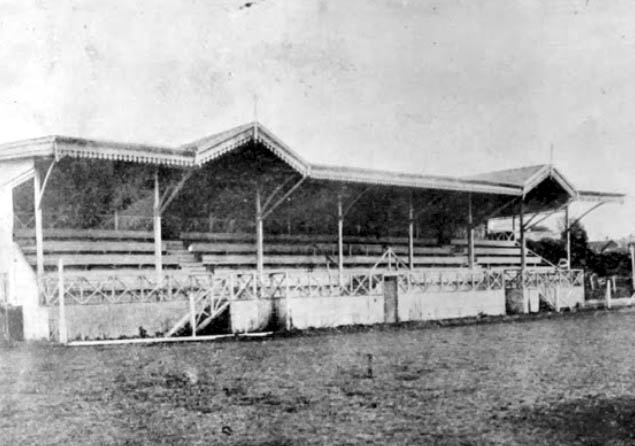
Tribuna oficial en 1922

El club (originalmente llamado "Quilmes Cricket Club")  estableció su campo deportivo en la esquina de Guido y calle Pringles, trasladándolo luego unos metros hacia el oeste (Guido y Sarmiento).
El primer partido de Primera División en "Guido y Sarmiento" fue el 14 de junio de 1900, cuando Quilmes CC fue derrotado por Buenos Aires English High School por 4-0. Durante sus primeros años de existencia, el estadio no contaba con tribuna, y el campo también se utilizaba para otros deportes como el cricket (en horario de verano). El primer stand en la azotea se construyó alrededor de 1910.
Con la llegada del profesionalismo en 1931, el estadio sería remodelado, ampliando su capacidad. En el año 1950 se construyó una tribuna lateral. Por esos años, el estadio también contaba con dos tribunas en la calle Guido y Solís, y una tribuna oficial en Sarmiento (el techo había sido incendiado en los años 1920 y nunca reconstruido). Durante las décadas de 1960 y 1970, se construyeron cabinas de prensa en el estadio 

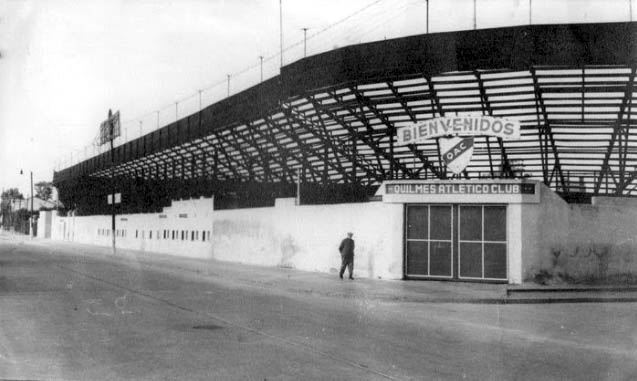
Entrada al estadio en los años 60

Cuando Quilmes jugó por primera vez la Copa Libertadores en 1979,  el estadio tuvo que ser remodelado para adaptarlo a las reglas de la Conmebol para competencias internacionales,  por lo que se trasladó una de las tribunas.
A finales de la década de 1980, el estadio estaba gravemente deteriorado. En 1987 el club anunció la construcción de un nuevo estadio ubicado a 1,5 km de Guido y Sarmiento, el cual sería inaugurado en un partido amistoso contra el club Nacional uruguayo en 1995. Sin embargo, la sede Guido y Sarmiento se utilizó para partidos oficiales hasta el 25 de junio de 1995, cuando Quilmes jugó contra Godoy Cruz  un partido del Torneo Reducido de la Primera B Nacional 1994-95.
Sin embargo, el estadio albergó su último partido cuando las canteras de Quilmes y Boca Juniors realizaron una exhibición en diciembre de 1995. Posteriormente, el local fue desmantelado para construir un complejo de departamentos en ese terreno.